# Joaninha de Jesus

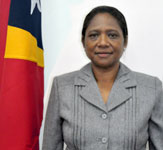
Joaninha de Jesus

Joaninha de Jesus (* 4. Januar 1964 in Lalawa, Portugiesisch-Timor) ist eine Politikerin aus Osttimor. Sie ist Mitglied der Partei FRETILIN.
Jesus hat einen Abschluss einer rechtswissenschaftlichen Fakultät. Früher war sie als Lehrerin tätig. Von 2012 bis 2017 war Jesus Abgeordnete im Nationalparlament Osttimors. Sie war Mitglied in der Kommission für Ethik (Kommission G). Bei den Wahlen 2017 wurde sie nur noch als Ersatzkandidatin auf Platz 66 von der FRETILIN aufgestellt und zog daher nicht mehr ins Parlament ein.